# Antônio Dias de Barros
Antônio Dias de Barros (Aracaju, 19 de dezembro de 1871 – Rio de Janeiro, 2 de fevereiro de 1928) foi um médico brasileiro.
Foi eleito membro da Academia Nacional de Medicina em 1907.